# U.S. Route 79
La U.S. Route 79 (US 79) è un'autostrada statale statunitense. Il percorso è ufficialmente considerato ed etichettato come autostrada nord-sud, ma in realtà è più una diagonale nord-est dell'autostrada sud-ovest. Il capolinea nord/est dell'autostrada si trova a Russellville, Kentucky, all'incrocio con la U.S. Route 68 e KY 80. Il suo capolinea sud/ovest si trova a Round Rock, Texas, all'incrocio con la Interstate 35, dieci miglia (16 km) a nord di Austin.
Le US 79, US 68 e Interstate 24/US 62 sono i principali punti di accesso est-ovest per l'area ricreativa Land Between the Lakes a cavallo del confine Kentucky/Tennessee.